# やなぎ屋主人
『やなぎ屋主人』（やなぎやしゅじん）は、つげ義春による日本の漫画。1970年2月から3月にかけて雑誌『ガロ』（青林堂）に発表された全40ページからなる作品である。衝動的に放浪の旅に出た孤独な青年の体験と内面を劇画調に描いている。

## 解説
権藤晋によれば、『ゲンセンカン主人』（1968年、同じく青林堂『ガロ』に発表）にタイトルもテーマも似ている。主人公が、自らの未来を見てしまうというテーマ。ただし「ゲンセンカン主人」では、前世の因縁や、天狗の面を着けた男が登場するなどシュールレアリズム的雰囲気に貫かれ、画風も細密ではあるが漫画的デフォルメを残していたが、本作では作画はいっそう写実的になり、劇画の趣が色濃くなる。更に等身大に近い作者が主人公として登場し、孤独感の描写や、新宿の色町風景、ヌードスタジオや食堂の女との関係など現実世界を描く。ただ、主人公が、『ゲンセンカン主人』では初めて来た町にデジャヴュ（既視感）を覚えたが、本作では自分で自分の存在を離人的に感じるなど、意識に対する特異な感覚が共通している。『ゲンセンカン主人』の自己模倣ともとれる作品。
また、本作ではつげのいくつかの作品のテーマになっている「蒸発」がストレートに描かれている。『李さん一家』、『峠の犬』なども蒸発や世捨てをテーマにしたものだったが、まだ暗示にとどめられていたものが、この作品では直截に描かれた。実際の旅行では、食堂の母娘から身の上話を聞くが、この母娘の二人暮らしに自分が入り込んだらどうなるか、娘と結婚して主人に収まったらどうなるかという妄想から『やなぎ屋主人』は生まれる。つげは、そういう妄想を持つこと自体が、すでに自分自身を捨てたいとの願望があったと自己分析している。
冒頭に『網走番外地』の歌が登場するが、つげは映画は見ていなかった。ただ、歌が好きで自分自身の内面で、気分や雰囲気でどこかでつながっていると感じていた。
1965～1968年に二十数編を集中して発表した「ガロ」へは1年半ぶりの、そして現時点では最後の新作執筆となった。

## あらすじ
主人公の青年は、ある晩、ヌードスタジオの階下で掛かっていたレコード「網走番外地」の歌を聴き、衝動的に海が見たくなり房総半島への列車に乗る。直前まで主人公は自分がだめになりそうな強い不安感にとらわれ、捨て鉢な気分になって新宿のヌードスタジオに通いつめていたのであった。だが、なじみになったヌードスタジオの女にも暗い過去があり、将来の展望もないのだった。
青年は新宿駅から内房線に乗り、N浦駅で降り立ったものの、すでに夜も遅く、付近には宿屋もない。親切な駅員の紹介で、駅近くの大衆食堂「やなぎ屋」に泊めてもらう事になる。やなぎ屋は、年配の母とすでに成人した娘の2人暮らしであった。父は太平洋戦争当時、娘が生まれてすぐフィリピンに出征して戦死していた。青年は娘の仕草から、彼女はすでに他の男たちと性的関係を持っていると考えるが、彼自身はそんな女には興味はなく、ハマグリの雄雌はどう見分けるかなど、たわいもない話でその場をしのぐ。
夜中、寝付けない青年は、もう一人の自分が自分を見ているような感覚で寝床にいるが、やなぎ屋の娘が寝巻きの前をはだけたまま彼の部屋を覗き込んでいったのを見て、どこの誰とも知れない男を挑発するような女と判断し、そうならばあらわに自分をさらしてしまえばよいと考え、娘の前に性器をさらし彼女と関係を持つ。彼女もさして嫌がる様子は見せず、行為の後、青年が結婚してやなぎ屋の主人になってもいいと言うと、そうしてもらえれば助かる、と喜ぶ。そのような妄想を抱き、結局朝まで寝られず、翌日やなぎ屋を出て東京へ戻った。その後も、老境に入りつつあるやなぎ屋主人の自分が妻と共に店の前に立つ姿が、古い写真を見るように思い出されるのであった。
1年後、青年はやや緊張した面持ちでやなぎ屋を再訪するものの、娘は彼の事を全く覚えておらず、彼は単なる一見の客としてカツ丼を注文し、娘と潮干狩りの話をしただけに終わる。食後、店を出た青年は半ば失望しつつ、ハマグリを一袋買い、夕暮れ迫る海岸へおもむく。猫が、1匹彼の前に出て来た。ほいほいと声をかけながら猫とともに砂浜に下りて、日が暮れた浜辺で焚き火をし、ハマグリを焼いて猫といっしょに食べながら、飲めないウイスキーをわざと口に運ぶ。夜も更け、青年は吹っ切れたように機嫌よく猫を抱き上げながら「網走番外地」を口ずさむ。ふと、猫の足の裏をまぶたに当てるとひんやりして気持ちがいい、という小説の一節を思い出し、猫を抱いて瞼にあてながら、夜の浜辺に一人寝ころぶ。
（以上、小学館文庫「紅い花」（1976年）収蔵の「やなぎ屋主人」による。）

## 作品の舞台
作品の舞台は千葉県袖ケ浦市長浦で、作中でN浦駅となっているのは国鉄（現JR東日本）長浦駅である。重要な場所となった大衆食堂「やなぎ屋」のモデルとなった店は、長浦駅の山側で徒歩1分の距離に「よろずや」の名で実在する。ただし屋号は出しておらず「御食事処」とだけ書かれている。現在でも『やなぎ屋主人』当時の雰囲気を残しているという。本作品の主人公の青年がここでカツ丼を食べるので、「よろずや」でカツ丼を注文するつげファンが多いという。店内に飾られた神棚と岡持ちは正確に作中に描かれており、現存する。
「よろずや」のおかみさん（作中では母親）の証言によれば、つげが来店したのは作品発表の4年前に当たる1966年（昭和41年）であったという。ただし、つげ自身の話では1967年4月に、つげは友人である立石慎太郎と旅行をし、「よろずや」に宿泊した。やなぎ屋の母と娘との会話に出るハマグリの雄雌をどうやって見分けるか、あるいは潮時についての「ヨタハジメ」という言葉は、実際に「よろずや」で耳にしたものであった。作品同様に「よろずや」はきれいな娘とその母の2人で経営しており、同じく父親は呉から出征して戦死していた。しかし、そこから先の作品での話はつげの妄想と言うべき創作であり、つげの内面が「よろずや」というロケーションを借りて、あますことなく展開されたものである。
また、2007年時の「よろずや」は娘が若くして未亡人となり、老いた母親も健在であった。。なお、2012年4月7日の情報では、その1，2年前から営業を停止しているらしい 。

## 回想
『網走番外地』の歌を登場させた理由について、つげは映画は見ておらず、単に歌が、囚人の歌でありその寂しさが好きであっただけだが、自分の当時の内面とどこかでつながっていたため好きだったと発言している。主人公の顔は『ゲンセンカン主人』を若くしたような顔で描きたいと思った。「年を取ると『ゲンセンカン主人』になるんじゃないですか？」と発言している。

## 評価
- 梶井純 は、 自分自身を対象化しきれていない、と発言したのに対し権藤晋は「それはつげさんの顔にそっくりだからでもあるからで、どうしても読者は作者とダブルイメージして読むから」と説明した。これに対し、つげは「対象化されていないというのは意外だ。それは顔だけの問題ではなく、作品全体の問題だと思う。鈴木志郎康も同じことを言っていた。生身の作者が出てきたという感想があったが、その当時は生身が出るほど追い詰められていた悩みがまともに出てしまった」と発言した[2]。